# Open GDF SUEZ Clermont-Ferrand
L'Open GDF SUEZ Clermont-Ferrand è un torneo professionistico di tennis giocato su campi in cemento. Fa parte dell'ITF Women's Circuit. Si gioca annualmente a Clermont-Ferrand in Francia.

## Albo d'oro

### Singolare
| Anno | Campionessa       | Finalista     | Punteggio          |
| ---- | ----------------- | ------------- | ------------------ |
| 2011 | Andrea Hlaváčková | Tatjana Maria | 6–4, 0–6, 7–6(8–6) |
| 2012 | Stefanie Vögele   | Tatjana Maria | 6–4, 6–1           |
| 2013 | Julie Coin        | Doroteja Erić | 3–6, 6–1, 6–4      |

### Doppio
| Anno | Campionesse                          | Finaliste                            | Punteggio        |
| ---- | ------------------------------------ | ------------------------------------ | ---------------- |
| 2011 | Mervana Jugić-Salkić Anne Keothavong | Ekaterina Ivanova Ksenija Lykina     | 4–6, 6–3, [10–8] |
| 2012 | Diāna Marcinkēviča Bibiane Schoofs   | Samantha Murray Jade Windley         | 6–3, 6–0         |
| 2013 | Marta Domachowska Michaëlla Krajicek | Margarita Gasparjan Al'ona Sotnikova | 5–7, 6–4, [10–8] |